# Ишенбаев, Канатбек Бейшенбекович
Канатбек (Канат) Бейшенбекович Ишенбаев (11 августа 1974 — 29 марта 1996) — советский и киргизский футболист, нападающий и полузащитник. Выступал за сборную Кыргызстана.

## Биография

### Клубная карьера
Во взрослых соревнованиях дебютировал в 1991 году во второй лиге СССР в составе «Алги», сыграв один матч за сезон. В 1992—1993 годах играл за «Алгу» в чемпионате Кыргызстана, стал двукратным чемпионом и двукратным обладателем Кубка Кыргызстана.
В 1994 году перешёл в казахстанский клуб «Кайнар» (Талдыкурган), в его составе в 1994 году стал серебряным призёром первой лиги Казахстана, а в 1995 году выступал в высшем дивизионе.

### Карьера в сборной
В национальной сборной Кыргызстана дебютировал 23 августа 1992 года в матче Кубка Центральной Азии против Узбекистана, заменив на 57-й минуте Валерия Бойко. Свой первый гол забил 7 июня 1993 года на международном турнире в Тегеране в ворота сборной Азербайджана. Последний матч за сборную провёл 31 января 1996 года против Саудовской Аравии.
Всего за сборную Кыргызстана сыграл в 1992—1996 годах 13 матчей и забил два гола.
Погиб в автомобильной аварии, случившейся вечером 29 марта 1996 года на 32 километре трассы Алма-Ата — Талдыкорган. «Мерседес», в котором ехали пятеро футболистов «Кайнара», в том числе четыре киргизских легионера, отправлявшихся в Бишкек, на большой скорости сошёл с дороги и ударился о деревья. Вместе с Ишенбаевым погибли Асылбек Момунов и Тагир Фасахов.

## Личная жизнь
Брат Азамат (род. 1979) тоже был футболистом и играл за сборную Кыргызстана. Брат Максатбек (род. 1971) — известный в Кыргызстане банкир, работал заместителем председателя Национального банка КР.